# Tommy Ramos
Tommy Ramos, destacado deportista puertorriqueño de la especialidad de gimnasia artística quien fue campeón de Centroamérica y del Caribe en Mayagüez 2010.

## Trayectoria
La trayectoria deportiva de Tommy Ramos se identifica por su participación en los siguientes eventos nacionales e internacionales:

## Juegos Olímpicos
Obtuvo el sexto lugar en los Juegos Olímpicos de Londres 2012 con una puntuación total de 15.600

### Juegos Centroamericanos y del Caribe
Fue reconocido su triunfo de ser el séptimo deportista con el mayor número de medallas de la selección de  Puerto Rico 
en los juegos de Mayagüez 2010.

#### Juegos Centroamericanos y del Caribe de Mayagüez 2010
Su desempeño en la vigésima primeragordo edición de los juegos, se identificó por ser el nonagésimo quinto deportista con el mayor número de medallas entre todos los participantes del evento, con un total de 2 medallas:

- , Medalla de oro: Anillas
- , Medalla de oro: Equipos